# Gmina Nørre Aaby
Gmina Nørre Aaby (duń. Nørre Aaby Kommune) była w latach 1970–2006 (włącznie) jedną z gmin w Danii w okręgu Fionii (Fyns Amt). 
Siedzibą władz gminy było miasto Nørre Aaby. 
Gmina Nørre Aaby została utworzona 1 kwietnia 1970 na mocy reformy podziału administracyjnego Danii. Po kolejnej reformie w 2007 r. weszła w skład nowej gminy Middelfart.

## Dane liczbowe
- Liczba ludności: (♀ 2799 + ♂ 2782) = 5 581
  - wiek 0-6: 9,0%
  - wiek 7-16: 14,9%
  - wiek 17-66: 62,1%
  - wiek 67+: 14,0%
- zagęszczenie ludności: 87,2 osób/km²
- bezrobocie: 4,6% osób w wieku 17-66 lat
- cudzoziemcy z UE, Skandynawii i USA: 84 na 10 000 osób
- cudzoziemcy z krajów Trzeciego Świata: 186 na 10 000 osób
- liczba szkół podstawowych: 2 (liczba klas: 20)